# 努莱斯
努莱斯（西班牙語：Nules），是西班牙瓦伦西亚自治区卡斯特利翁省的一个市镇。总面积51平方公里，总人口11542人（2001年），人口密度226人/平方公里。

## 友好城市
- 法國 尼永斯